# グラスゴー (軽巡洋艦・2代)
|          | |
| 艦歴     | |
| 発注     | |
| 起工     | 1935年4月16日 |
| 進水     | 1936年6月20日 |
| 就役     | 1937年9月9日 |
| 退役     | 1956年11月 |
| その後   | 1958年7月にスクラップとして売却 |
| 除籍     | |
| 性能諸元 | |
| 排水量   | 基準：9,100トン、 満載：11,350トン |
| 全長     | 558ft |
| 全幅     | 61 ft 8 in |
| 吃水     | 21 ft 6 in |
| 機関     | 海軍式三胴型重油専焼缶4基＋パーソンズ式オール・ギヤードタービン4基4軸推進、75,000 shp                                                                  |
| 最大速   | 32ノット (59 km/h) |
| 乗員     | 748名 |
| 兵装     | Mk XXIII 15.2cm（50口径）三連装砲4基 Mk XVII 10,2cm（45口径）高角砲連装4基 2ポンド4連装ポムポム砲2基 12.7mm四連装機銃2基 53.3cm水上魚雷発射管三連装2基 |

グラスゴー (HMS Glasgow, C21) は、イギリス海軍のタウン級軽巡洋艦。艦名はスコットランド南西部の都市グラスゴーに因む。その名を持つ艦としては7隻目。

## 艦歴
グラスゴーはグリーノックのスコッツ・シップビルディング・アンド・エンジニアリング・カンパニーで1935年4月16日に起工した。1936年6月20日に進水し、1937年9月9日に就役した。

### 第二次世界大戦

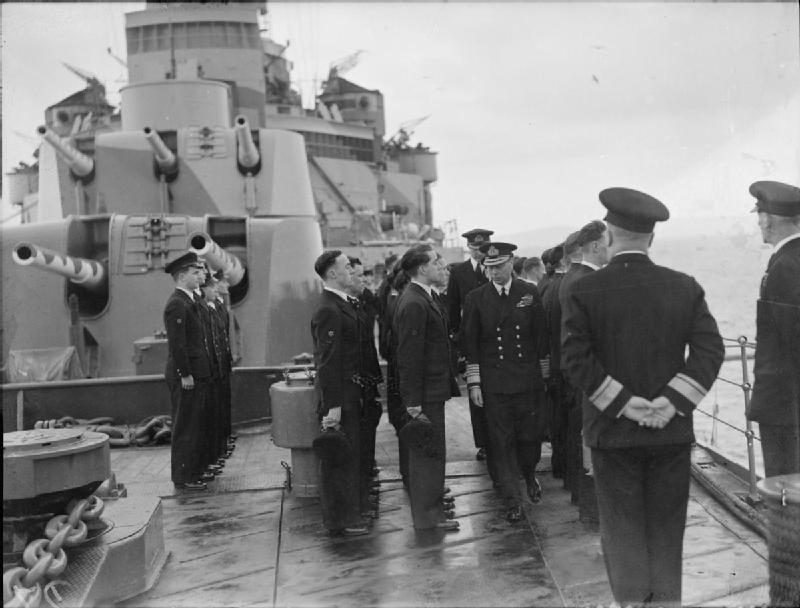
元帥服でグラスゴーを訪問したジョージ6世

1939年8月29日にグラスゴーは駆逐艦ベドウィン、パンジャビを伴ってスカパ・フローから北海の哨戒に向かい、洋上で第二次世界大戦開戦を迎えた。10月9日、ノルウェー沖で軽巡洋艦サウサンプトンとともに哨戒中に爆撃を受けたが損害はなかった。10月12日、中東へ向かう船団の護衛のためスカパ・フローを出発。北緯50度線を越えるまで護衛した後船団と分かれてスピットヘッドに戻り、そこから別の船団をイミンガムまで護衛した。これ以降も北海の哨戒や船団護衛などに従事し、11月にはノルウェー沖で2隻の駆逐艦と共にムルマンスクから出航したドイツ客船ブレーメンの拿捕を試みたもののこれは失敗した。1940年2月9日、グラスゴーはサウサンプトンとともにスカパ・フローからアイスランド周辺の哨戒へと向かった。そして、2月12日にアイスランドの北、北緯69度44分東経16度40分でドイツのトロール船ヘリッヒカイト (Herrlichkeit) を拿捕した。
4月9日、ベルゲン沖でドイツ空軍のJu 88およびHe111の攻撃を受け損傷する。連合軍がノルウェーでの活動中の4月11日にはシェフィールド (HMS Sheffield, C24) および6隻のトライバル級駆逐艦と共にハーシュタの近くに兵員を上陸させた。3日後の4月14日には再びシェフィールドおよび10隻の駆逐艦と共にナムソスへ、大部隊の上陸準備として海兵隊を上陸させた。23日にグラスゴー、シェフィールド、ガラティア (HMS Galatea, 71) および6隻の駆逐艦は第15歩兵旅団の第1陣をアンダルスネスに上陸させた。
4月29日、グラスゴーはドイツ軍を避けてモルデからトロムソへ避難するノルウェー王ホーコン7世およびオーラヴ皇太子を運んだ。
5月、アイスランド侵攻に参加。キャメル・レアード社の造船所でドック入りした後、7月16日に巡洋艦サウサンプトン、シュロプシャー、サセックスおよび駆逐艦8隻とともに演習のためスカパ・フローから出発。濃霧のためスカパ・フローに戻らざるを得なくなり深夜ダンカンズビーヘッド沖を航行中にグラスゴーは駆逐艦イモージェンの艦橋前方に衝突。火災が発生し消火できなかったためイモージェンの放棄が命じられ、その乗員収容後グラスゴーは後進をかけてイモージェンから離れた。消火が断念されたイモージェンはその少し後に沈んだものと思われる。この事故でグラスゴーではふたりが死亡した。
その後グラスゴーは地中海での船団護衛に従事、アレキサンドリアを拠点とする第3巡洋艦戦隊に所属する。1940年11月11日のタラント空襲では海軍航空隊を支援し、11月14日にはベリック (HMS Berwick, 65)、シドニー (HMAS Sydney)、ヨーク (HMS York, 90) と共に3,400名の軍隊をアレキサンドリアからピレウスに上陸させた。
12月3日、エル・アデムを発進したイタリア軍のサヴォイア・マルケッティ SM.79雷撃機2機が「グラスゴー」の停泊していたクレタ島スダ湾に来襲し、「グラスゴー」は被雷した。魚雷は右舷側の前部と後部に1本ずつ命中し、X砲塔が使用不能となりプロペラシャフトが二つが破損した。「グラスゴー」は16ノットでアレクサンドリアへ向かい、12月5日に到着した。アレクサンドリアで10週間にわたり修理が行われ、1941年2月12日に「グラスゴー」はアレクサンドリアを離れたアレクサンドリアではプロペラシャフトの完全な修理は行えなかったため、「グラスゴー」の速度は24ノットまでに制限されていた。
グラスゴーは2月15日にはスエズ運河を抜けて2月18日にアデンで東インド艦隊に加わり、給油後ダーバンへ向け出発した。このころインド洋ではドイツのドイッチュラント級装甲艦アドミラル・シェーアが通商破壊を行っていた。アドミラル・シェーアにより2月21日に沈められたがカナディアン・クルーザー (Canadian Cruiser) と2月22日に沈められたランタウパンジャン (Rantaupandjang) は敵の存在を知らせ、それを受けてイギリス軍はアドミラル・シェーア捜索を開始。このとき唯一近くにいたのがグラスゴーであり、2月22日にはグラスゴーの搭載機がマダガスカルの北でアドミラル・シェーアを発見した。だが、それ以降はアドミラル・シェーアを再び発見することはできず、燃料不足のため2月24日にモーリシャスのポートルイスに到着、グラスゴーはアドミラル・シェーア捜索からはずされた。
3月、ベルベラ奪還作戦（アピアランス作戦）に参加。この作戦にはグラスゴーの他巡洋艦カレドン、駆逐艦カンダハー、キングストンや仮装巡洋艦Chakdina、Chantala、2隻の輸送船などが参加。3月15日にアデンを出撃して16日に上陸が行われ、その際グラスゴーとカレドンは砲撃による支援を行った。グラスゴーは攻略後も3月20日までベルベラ沖にとどまり、それからアデンに戻った。その後しばらくは船団護衛に従事し、6月末にシンガポールに到着してそこで9月14日まで修理が行われた。修理後もグラスゴーは船団護衛を行っていた。
1941年12月8日、グラスゴーはインドの対潜艦艇プラブハヴァティ (Prabhavati) を撃沈してしまった。日本の参戦直前にグラスゴーはコロンボを出港してラクシャドウィープが敵潜水艦の補給場所になっていないかどうかの調査に向かい、それからMarmagoa港からドイツ商船が出港しそうであるということからそこへ向かうよう命じられた。その途中、グラスゴーは浮上中の潜水艦らしきものを発見、誰何するも返答は無く、グラスゴーは6インチ砲でそれを攻撃し沈めた。しかし、グラスゴーが沈めたのは敵潜水艦ではなく、コーチからカラチへバージを曳航中であったインド艦艇プラブハヴァティであった。そしてグラスゴーが接近したときは作業中であったためグラスゴーの誰何に気づいていなかった。生存者救助の後、12月9日にグラスゴーはボンベイに到着した。この後も護衛任務に従事していたが、前年12月の被雷による損傷の修理などのため1942年4月にモンバサからアメリカへ向け出発し、ダーバン、サイモンズタウン、フリータウン経由でニューヨーク海軍工廠に到着してそこで14週間にわたり修理が行われた。
作業は8月に完了し、イギリスに帰国するとスカパフローで第10巡洋艦戦隊に加わり、北極船団の護衛を行った。

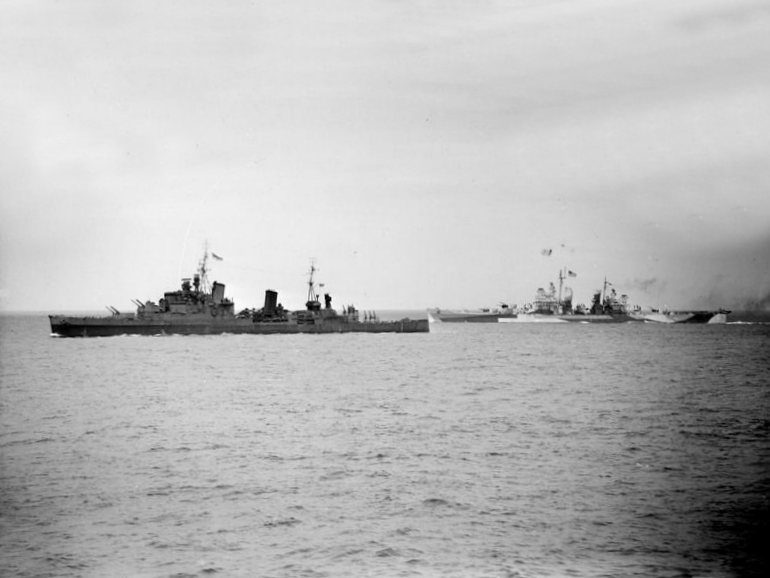
シェルブールを砲撃するグラスゴー（右）とクインシー（左）

グラスゴーは、1943年1月から2月にかけて北極船団を護衛した。3月にドイツの封鎖突破船レーゲンスブルク (Regensburg) をデンマーク海峡で撃沈する。グラスゴーは6名の生存者を救助した。6月から7月にかけてビスケー湾で護衛部隊を支援し、その後プリマス管区に加わった。
1943年12月にはストーンウォール作戦に参加し、12月28日には軽巡洋艦エンタープライズ (HMS Enterprise, D52) と共にビスケー湾入り口でドイツ艦隊（駆逐艦Z23、Z24、Z27、Z32、Z37、水雷艇T22、T23、T24、T25、T26、T27）と交戦した。2隻の軽巡洋艦はZ27、T25、T26の3隻を撃沈した。一方グラスゴーにも1発の命中弾があり、2名が戦死した。その後グラスゴーはいくつかの空襲にもかかわらずプリマスに帰還した。
1944年6月6日、グラスゴーはネプチューン作戦に参加した。戦艦テキサス (USS Texas, BB-35) およびアーカンソー (USS Arkansas, BB-33)、巡洋艦モンカルム (Montcalm)、ジョルジュ・レイグ (Georges Leygues)、9隻のアメリカ駆逐艦および3隻のハント級駆逐艦と共に、オマハ・ビーチのC部隊支援のため艦砲射撃を行った。6月25日、26日にはシェルブールでアメリカ第7軍の支援を行い、ケルクヴィルのドイツ砲台に砲撃を行った。この攻撃中にグラスゴーは直撃弾を受け損傷している。1945年8月にグラスゴーは東インド諸島に向けて出航し、最高司令官の旗艦任務に従事した。

### 戦後

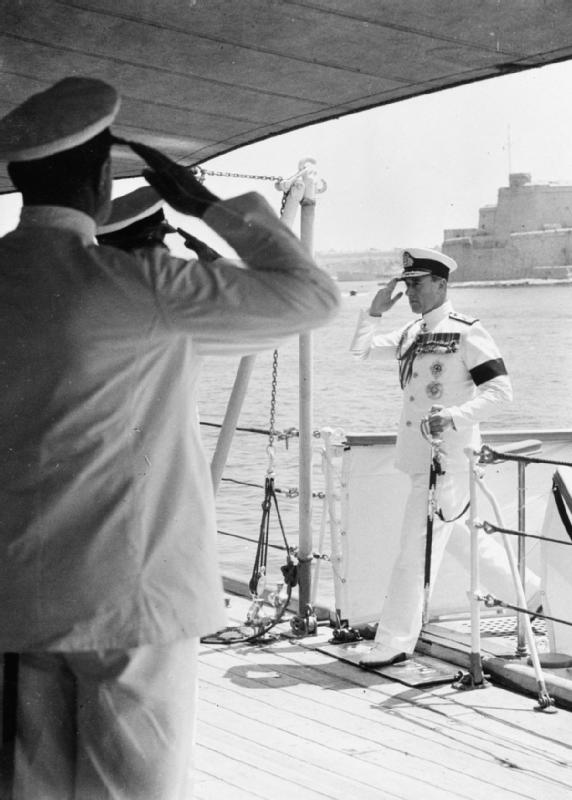
グラスゴー艦上のマウントバッテン伯、1952年5月16日

1948年、グラスゴーは西インド諸島へ配属され艦隊旗艦任務に就く。1950年に帰国し、51年にマルタを拠点としてマウントバッテン伯が指揮する地中海艦隊の旗艦となる。
1954年8月にグラスゴーはガンビア (HMS Gambia, 48) と共に海兵隊の撤退を支援した。1955年には本国に帰還し、本国艦隊に加わったが間もなく予備役となった。
1956年のスエズ危機に際して一時的に再就役したが、年末に再び予備役となった。
1956年11月にグラスゴーは処分リスト入りし、1958年7月にブライスのヒュー・ボルッコウ社で解体された。